# Station Ans
Station Ans is een spoorwegstation langs spoorlijn 36 (Brussel - Luik) in de gemeente Ans.
Er zijn 5 sporen: 2 voor de HSL 2 (160 km/u), 2 voor de spoorlijn 36 (140 km/u) en nog 1 extra spoor. De eilandperrons worden bereikt via een ondergrondse voetgangerstunnel.
In de loop van 2021 zullen de loketten hier hun deuren sluiten en zal het station een stopplaats worden.

## Geschiedenis
In het verleden was het station een belangrijk verkeersknooppunt voor zowel spoorlijnen als buurtspoorlijnen.
De aansluitende Spoorlijn 31 naar Liers is pas in 1984 opgeheven en maakte deel uit van plannen voor een reiziger "stadsspoorwegnet" in Luik. Vanaf het station vertrok de particuliere buurtspoorweg AO (Chemins de Fer d'Ans – Oreye) die een eigen lijn had tot Oerle. Deze metersporige lijn is in 1927 opgenomen in het buurtspoornet van Luik. In de buurt van het station kwam ook de Luikse normaalsporige stadstram langs. Eerst de TEO (Tramway Est-Ouest de Liège et Extensions) en daarna de TULE (Tramway Unifiés de Liège et Extensions)).

## Galerij

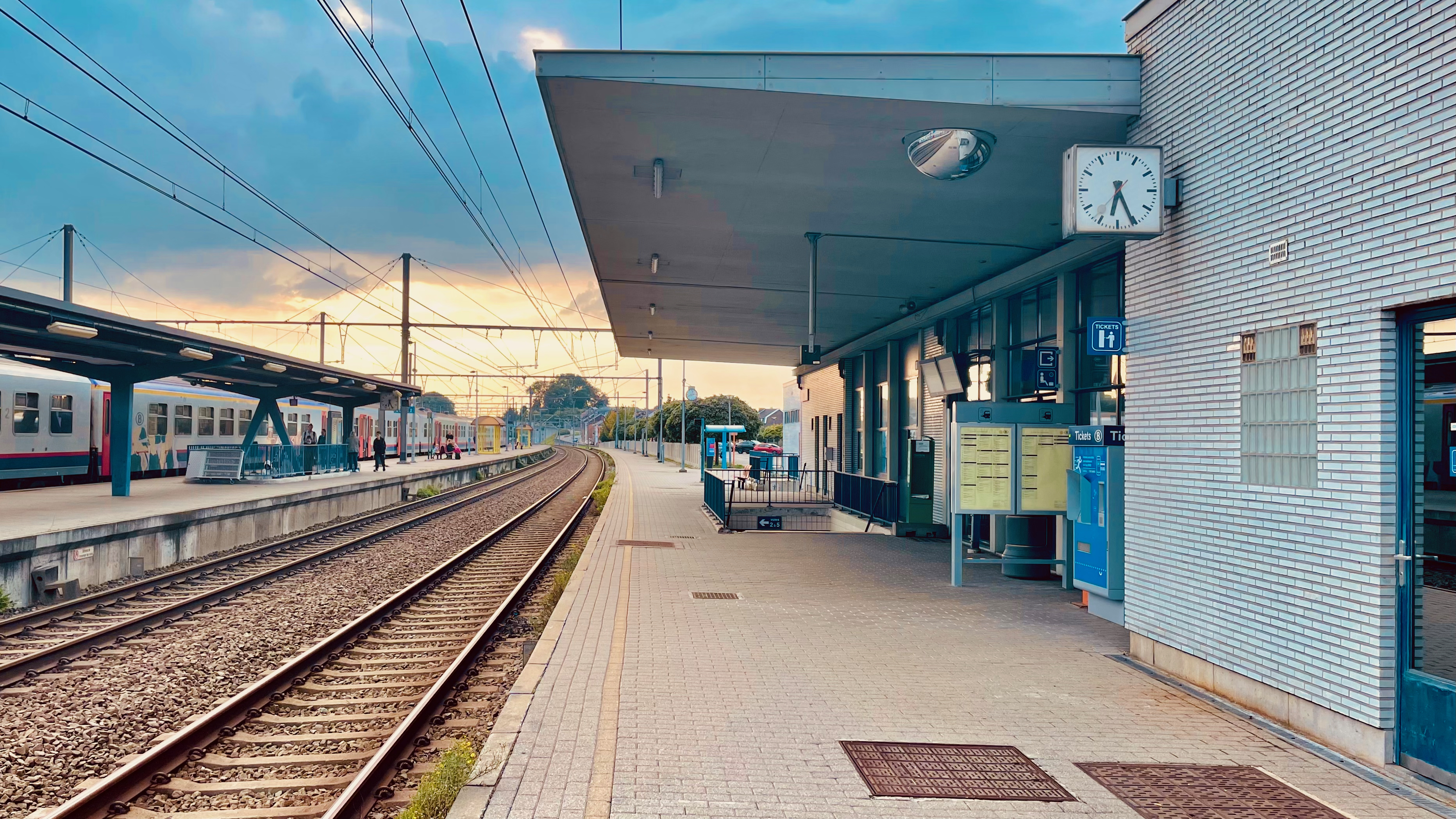
Zicht op het perron
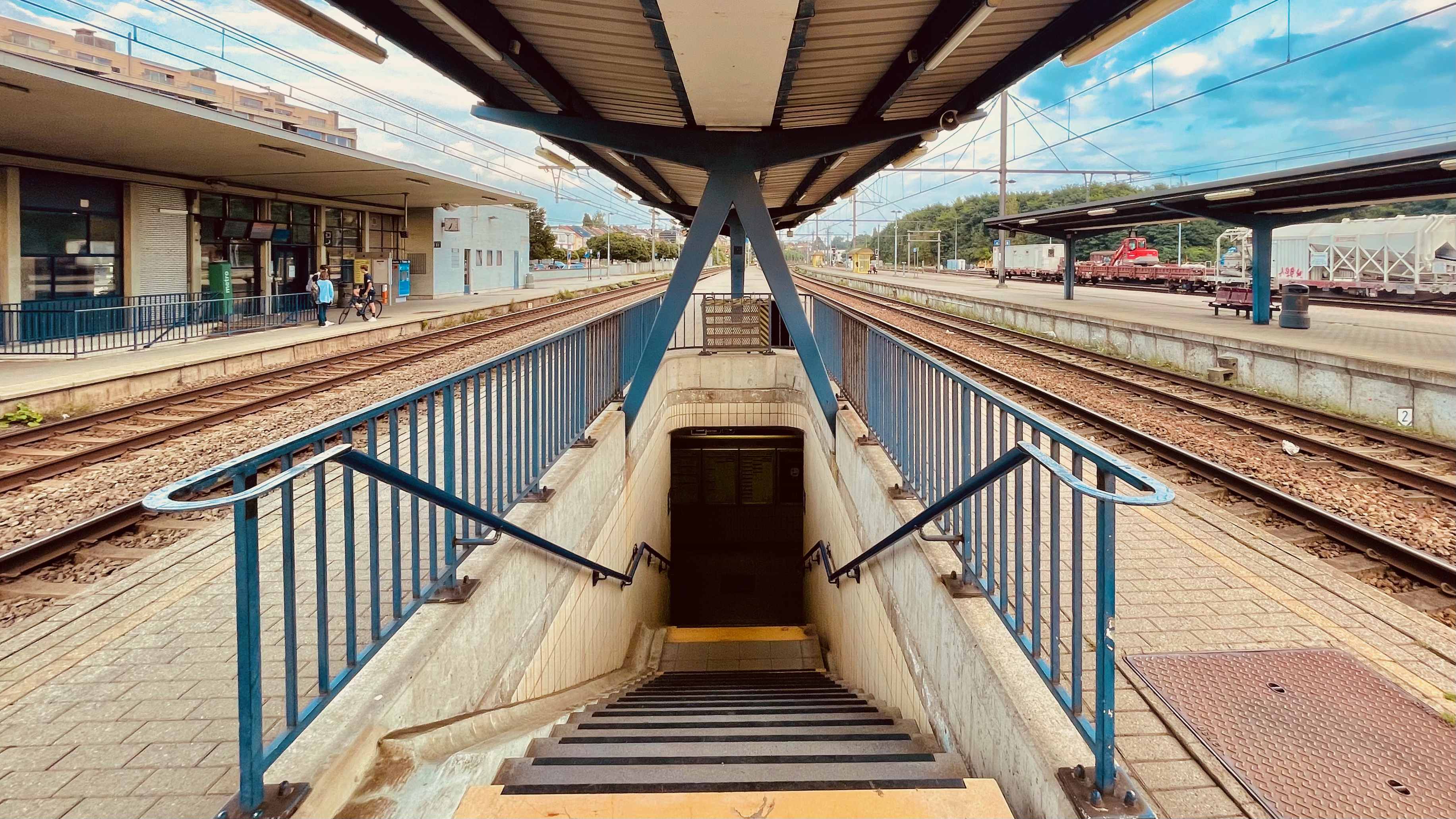
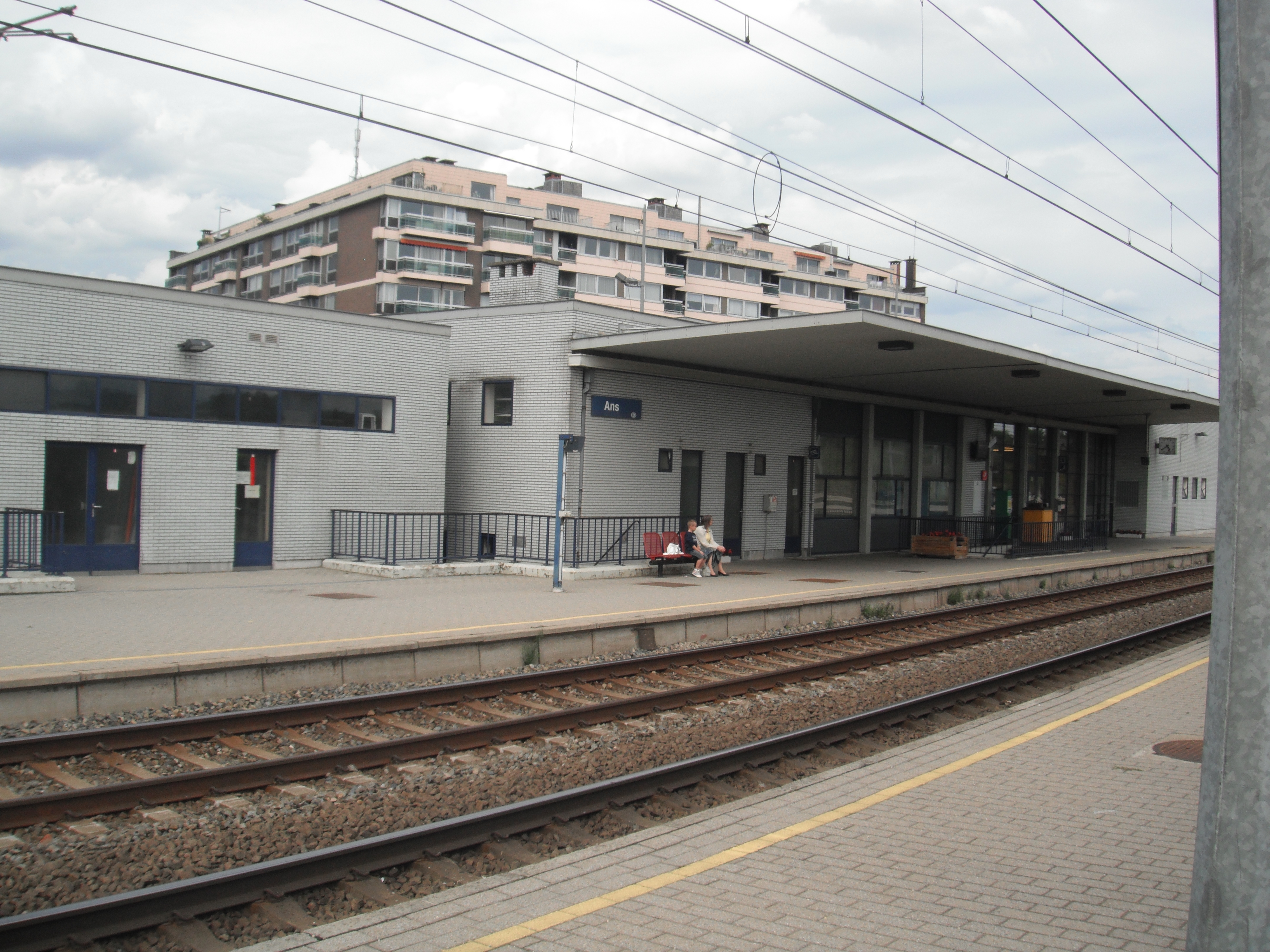
Het station (2011)

## Treindienst
| Serie       | Treinsoort          | Route | Bijzonderheden                                                         |
| ----------- | ------------------- | --- | ---------------------------------------------------------------------- |
| IC 12       | Intercity (NMBS)    | [ Oostende – Brugge – ] Kortrijk – Gent-Sint-Pieters – Brussel-Zuid – Ans – Luik-Guillemins – Welkenraedt | Rijdt alleen op werkdagen. Eerste en laatste ritten van/naar Oostende. |
| IC 14       | Intercity (NMBS)    | Quiévrain – Bergen – Brussel-Zuid – Leuven – Ans – Luik-Guillemins                                        | Rijdt alleen op werkdagen.                                             |
| S 44        | S-trein Luik (NMBS) | Landen – Borgworm – Momalle – Ans – Luik-Guillemins – Wezet                                               | Rijdt in het weekend Landen - Luik-Guillemins.                         |
| P 7375      | Piekuurtrein (NMBS) | Landen – Ans – Luik-Guillemins                                                                            | Rijdt alleen op werkdagen.                                             |
| P 7400/8400 | Piekuurtrein (NMBS) | Luik-Guillemins – Ans – Leuven – Brussel-Zuid                                                             | Rijdt alleen op werkdagen.                                             |
| P 7440/8440 | Piekuurtrein (NMBS) | Wezet – Luik-Guillemins – Ans – Brussel-Zuid – 's-Gravenbrakel                                            | Rijdt alleen op werkdagen, 1 rit verder naar 's-Gravenbrakel.          |
| P 7490/8490 | Piekuurtrein (NMBS) | Borgworm – Ans – Luik-Guillemins                                                                          | Rijdt alleen op werkdagen.                                             |

## Reizigerstellingen
De grafiek en tabel geven het gemiddeld aantal instappende reizigers weer op een week-, zater- en zondag.
| Tabel: aantal instappende reizigers station Ans | Tabel: aantal instappende reizigers station Ans | Tabel: aantal instappende reizigers station Ans | Tabel: aantal instappende reizigers station Ans |
|                                                 | Weekdag                                         | Zaterdag                                        | Zondag                                          |
| ----------------------------------------------- | ----------------------------------------------- | ----------------------------------------------- | ----------------------------------------------- |
| 1977                                            | 1 278                                           | 212                                             | 274                                             |
| 1978                                            | 1 342                                           | 244                                             | 207                                             |
| 1979                                            | 1 401                                           | 298                                             | 290                                             |
| 1980                                            | 1 389                                           | 220                                             | 234                                             |
| 1981                                            | 1 336                                           | 234                                             | 264                                             |
| 1982                                            | 1 504                                           | 229                                             | 259                                             |
| 1983                                            | 1 476                                           | 245                                             | 249                                             |
| 1984                                            | 1 203                                           | 254                                             | 168                                             |
| 1985                                            | 1 254                                           | 242                                             | 224                                             |
| 1986                                            | 1 081                                           | 217                                             | 231                                             |
| 1987                                            | 1 144                                           | 261                                             | 195                                             |
| 1988                                            | 1 038                                           | 279                                             | 239                                             |
| 1989                                            | 1 310                                           | 236                                             | 202                                             |
| 1990                                            | 1 126                                           | 272                                             | 209                                             |
| 1991                                            | 1 373                                           | 246                                             | 251                                             |
| 1992                                            | 1 227                                           | 289                                             | 226                                             |
| 1993                                            | 1 175                                           | 235                                             | 245                                             |
| 1994                                            | 1 170                                           | 262                                             | 203                                             |
| 1995                                            | 1 084                                           | 222                                             | 194                                             |
| 1996                                            | 1 151                                           | 208                                             | 249                                             |
| 1997                                            | 1 163                                           | 241                                             | 176                                             |
| 1998                                            | 1 299                                           | 250                                             | 192                                             |
| 1999                                            | 1 124                                           | 166                                             | 115                                             |
| 2000                                            | 1 467                                           | 354                                             | 252                                             |
| 2001                                            | 1 165                                           | 122                                             | 130                                             |
| 2002                                            | 964                                             | 114                                             | 105                                             |
| 2003                                            | 964                                             | 165                                             | 144                                             |
| 2004                                            | 1 112                                           | 188                                             | 122                                             |
| 2005                                            | 1 310                                           | 230                                             | 130                                             |
| 2006                                            | 1 220                                           | 196                                             | 196                                             |
| 2007                                            | 1 182                                           | 160                                             | 176                                             |
| 2008                                            | -                                               | -                                               | -                                               |
| 2009                                            | 1 070                                           | 275                                             | 172                                             |
| 2010                                            | -                                               | -                                               | -                                               |
| 2011                                            | -                                               | -                                               | -                                               |
| 2012                                            | 977                                             | 237                                             | 205                                             |
| 2013                                            | 1 000                                           | 188                                             | 176                                             |
| 2014                                            | 1 055                                           | 244                                             | 186                                             |
| 2015                                            | 1 094                                           | 141                                             | 125                                             |
| 2016                                            | 976                                             | 150                                             | 148                                             |
| 2017                                            | 1 278                                           | 566                                             | 429                                             |
| 2018                                            | 1 156                                           | 147                                             | 130                                             |
| 2019                                            | 1 040                                           | 118                                             | 88                                              |
| 2020                                            | 605                                             | 113                                             | 87                                              |
| 2021                                            | -                                               | -                                               | -                                               |
| 2022                                            | 1 166                                           | 161                                             | 150                                             |
| 2023                                            | 1 639                                           | 169                                             | 130                                             |
| 2024                                            | 1 396                                           | 178                                             | 156                                             |

0,0: Liers ·
2,0: Rocourt-Clinique ·
3,1: Rocourt ·
4,0: Alleur ·
5,1: Ans-Est ·
6,4: Ans
0,0: Ans ·
9,7: Flémalle-Grande ·
10,4: Leman ·
11,6: Flémalle-Haute
0,0: Brussel-Noord ·
2,4: Schaarbeek ·
5,5: Haren-Zuid ·
7,0: Diegem ·
9,4: Zaventem ·
12,0: Nossegem ·
14,7: Kortenberg ·
16,1: Zavelstraat ·
17,8: Erps-Kwerps ·
19,2: Beisem ·
21,1: Veltem ·
24:0: Herent ·
28,8: Leuven ·
34,1: Korbeek-Lo ·
36,1: Lovenjoel ·
40,0: Vertrijk ·
42,0: Roosbeek ·
44,3: Kumtich ·
47,4: Tienen ·
53,8: Ezemaal ·
57,0: Neerwinden ·
60,7: Landen ·
64,0: Gingelom ·
69,0: Jeuk-Rosoux ·
71,5: Corswarem ·
74,5: Waremme ·
77,2: Bleret ·
79,8: Remicourt ·
83,2: Momalle ·
85,4: Fexhe-le-Haut-Clocher ·
87,8: Voroux-Goreux ·
89,9: Bierset-Awans ·
93,4: Ans ·
94,7: Montegnée ·
97,0: Liège-Haut-Pré ·
99,9: Luik-Guillemins